# Carlos Cabezas 1995
Carlos Cabezas 1995 es el cuarto álbum de estudio como solista del vocalista de Electrodomésticos, Carlos Cabezas Rocuant.
Es un álbum enteramente instrumental con piezas que Cabezas compuso para ambientar una exposición de arte en el Centro Cultural Estación Mapocho el año 1995.

## Lista de canciones
| N.º   | Título     | Duración |  |
| 1.    | «Track 01» | 16:27    |  |
| 2.    | «Track 02» | 1:29     |  |
| 3.    | «Track 03» | 3:53     |  |
| 4.    | «Track 04» | 3:58     |  |
| 5.    | «Track 05» | 3:57     |  |
| 6.    | «Track 06» | 4:48     |  |
| 7.    | «Track 07» | 1:10     |  |
| 8.    | «Track 08» | 1:04     |  |
| 9.    | «Track 09» | 2:56     |  |
| 10.   | «Track 10» | 16:28    |  |
| 11.   | «Track 11» | 1:26     |  |
| 12.   | «Track 12» | 3:43     |  |
| 61:17 |            |          |  |